# Wagyū
Wagyū (jap. 和牛 wagyū; japońska krowa, japońskie bydło) – ogólna nazwa kilku ras mięsnego bydła japońskiego, o wyjątkowej jakości i wysokiej cenie.

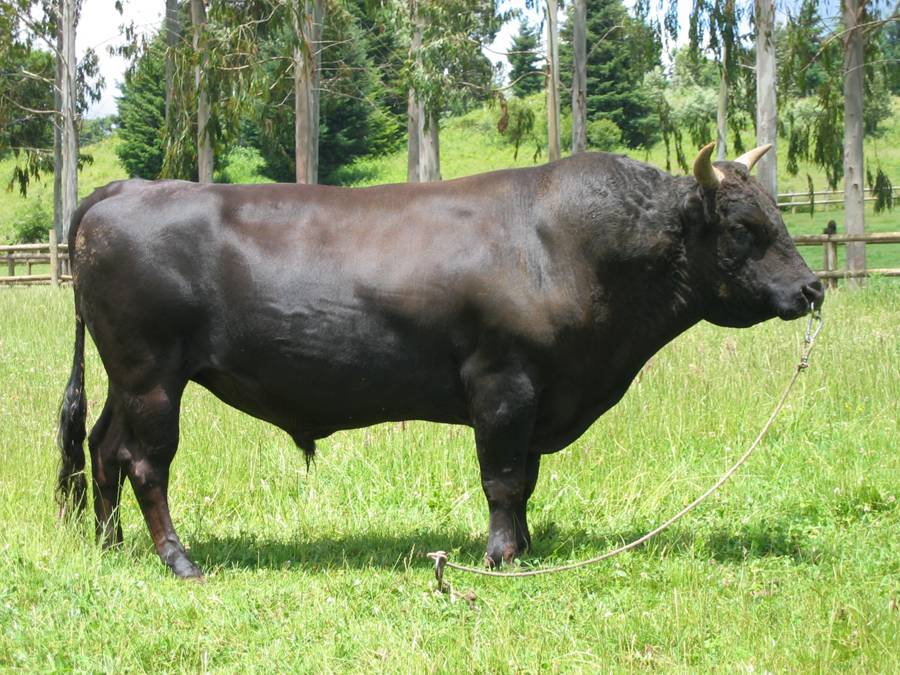
Byk wagyū

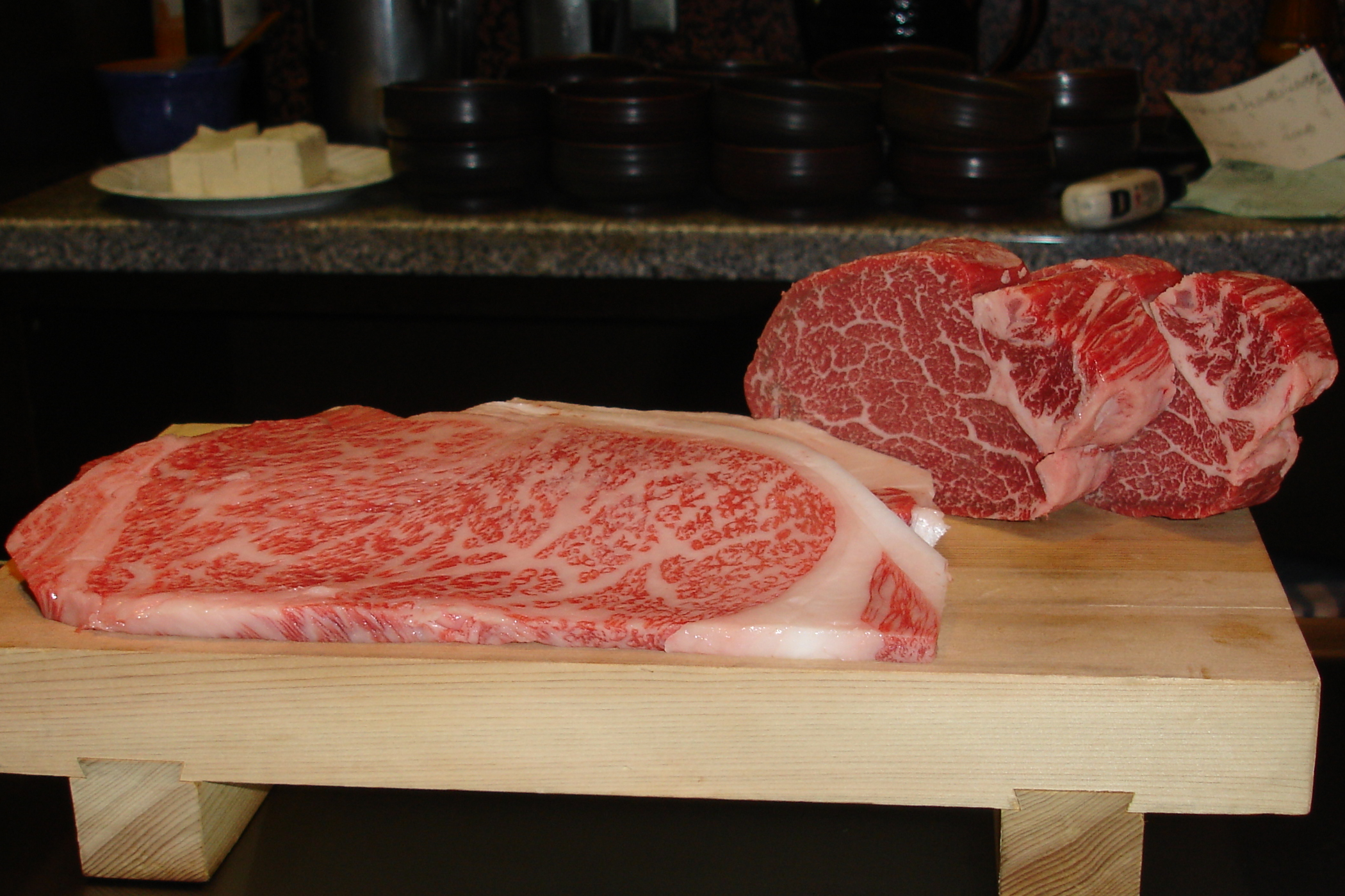
Wołowina wagyū z charakterystyczną marmurkowatością (shimofuri)

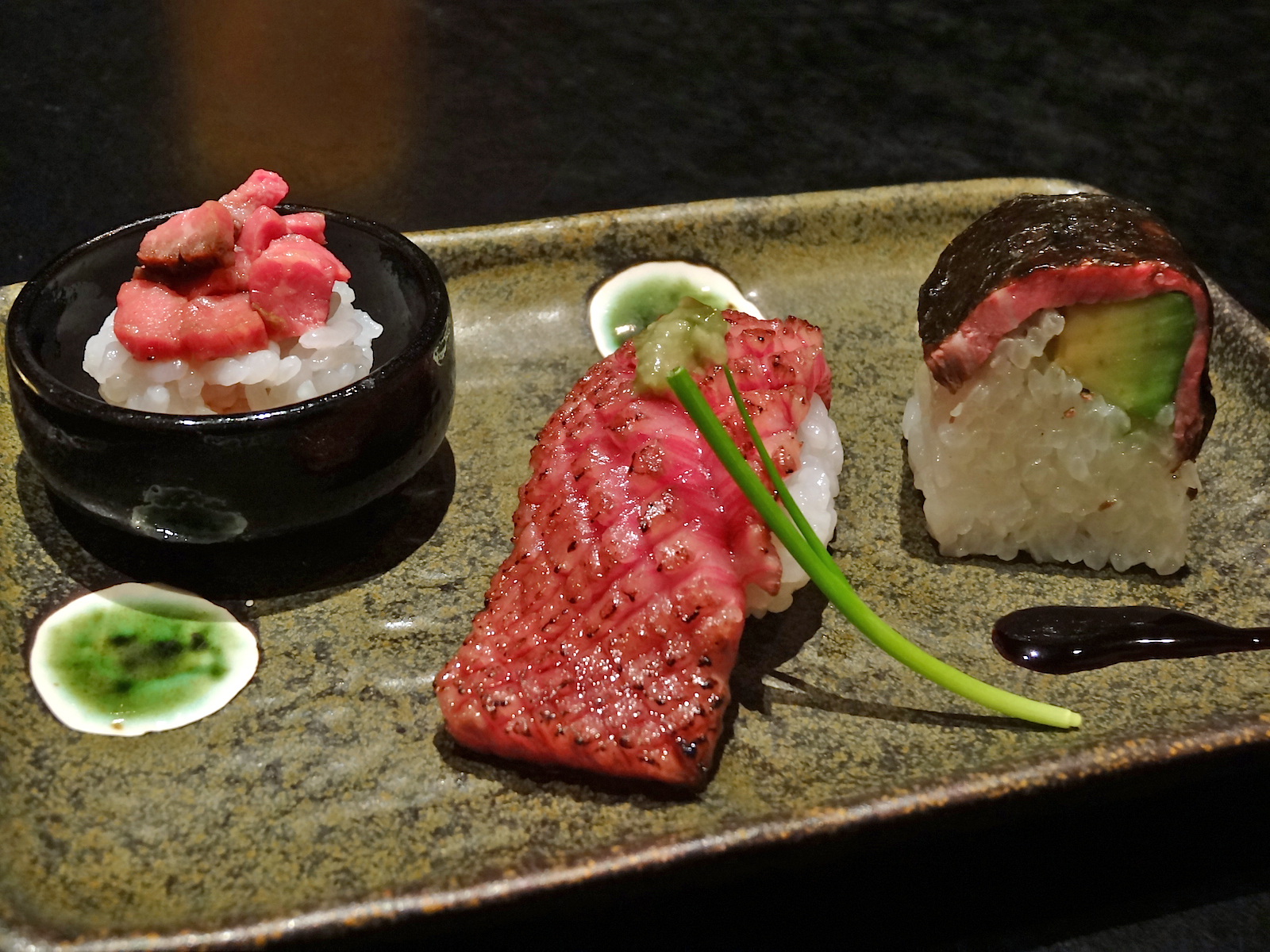
Wagyū sushi

Fragment sklepu z wołowiną marmurkową w Matsusaka

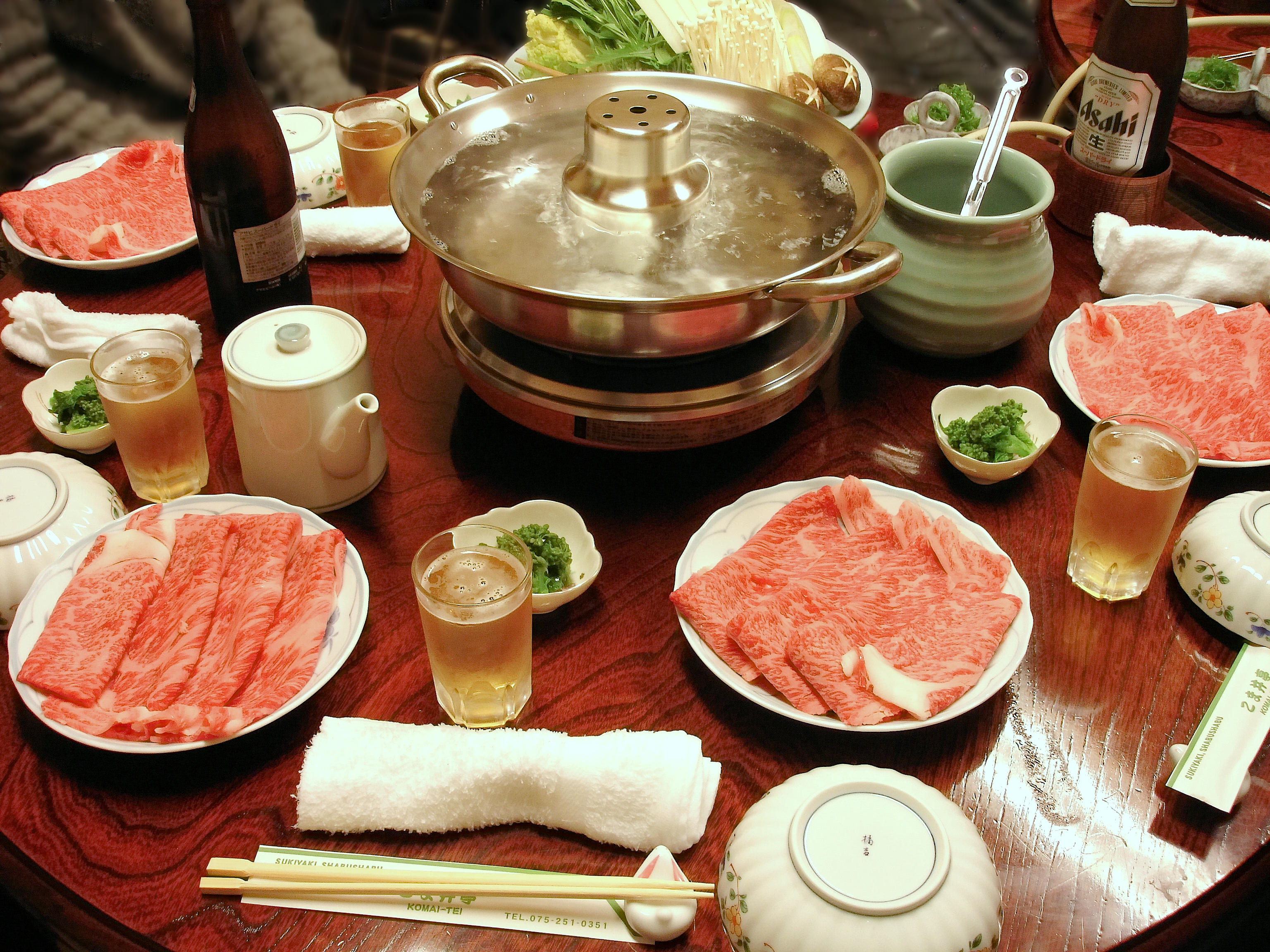
Shabu-shabu

Na przełomie XIX i XX w. (okresów Meiji i Taishō) niektóre dawne rasy japońskie zostały skrzyżowane z importowanymi z Zachodu. Rozpoznawane są one nie tylko według ras, ale także według nazw obszarów Japonii, w których są hodowane: Kobe, Matsuzaka (lub Matsusaka, w prefekturze Mie), Mishima w prefekturze Yamaguchi (nie była krzyżowana, o niskim wzroście), Sanda (w prefekturze Hyōgo), Ōmi (w prefekturze Shiga), Ishigaki w prefekturze Okayama, Yonezawa w prefekturze Yamagata.
W 2009 roku w Japonii ubito 774 tys. sztuk bydła, z czego 3066 można określić jako wołowinę „kobe”. Ma ona podobną markę regionalną jak np. szampan (champagne) wyłącznie dla wina musującego z okolic Szampanii.

## Rasy bydła[5]
Wyróżnia się cztery główne rasy: kuroge-washu (japońska, o czarnej sierści; ang. Japanese Black); akage-washu lub akaushi („brązowa”, zwana także „czerwoną”; Japanese Brown), tankaku-washu („krótkoroga”; Japanese Shorthorn), mukaku-washu („bezroga”; Japanese Polled).

### Rasa „czarna”
Powstała głównie w regionach: Kinki i Chūgoku. Rasa „czarna” była używana jako bydło mięsne w dawnych czasach. Rasa uległa poprawie w okresie Meiji poprzez krzyżowanie z obcymi rasami. Została uznana jako rodzima w 1944 roku. Jest hodowana w całej Japonii i stanowi ponad 90% spośród ras tuczonych. Duże paski tłuszczu znajdują się nawet w chudym mięsie (marbling). Smak tłuszczu znakomity, o kremowej, delikatnej fakturze.

### Rasa „brązowa”
Znana również jako „akaushi” (czerwone bydło). Początkowo hodowana głównie w prefekturach Kumamoto i Kōchi. Uległa poprawie poprzez skrzyżowanie z rasą „simental”. W 1944 r. została uznana za rodzimą. W mięsie jest niska zawartość tłuszczu, około 12% lub mniej, a tłuszcz nie jest ciężki, co daje łagodny smak.

### Rasa „krótkoroga”
Hodowana głównie w regionie Tōhoku. Została poprawiona poprzez skrzyżowanie z lokalną rasą „nanbu”. Nieustannie udoskonalana do 1957 roku, aż do uzyskania certyfikatu jako rodzimego bydła w Japonii. Mięso zawiera dużo chudego mięsa, ma delikatny i pikantny smak.

### Rasa „bezroga”
Utworzona poprzez skrzyżowanie rasy „aberdeen angus” sprowadzonej ze Szkocji z rodzimą „czarną” w 1920 roku. Dalej udoskonalana, została uznana jako japońska w 1944 roku. Cechuje się wysoką zawartością chudego mięsa i charakterystycznym smakiem wagyū. Zawiera wysoki procent aminokwasów.

## Metoda chowu
Bydło wagyū ma średnią wielkość (byk: 800-1000 kg, krowa 450-600 kg). Hodowane jest w specyficzny sposób. Karmione jest ekologiczną, certyfikowaną paszą, składającą się ze zbóż, ziemniaków, ryżu oraz roślin strączkowych. 

## Charakterystyka mięsa
Wagyū podaje się m.in. w formie: sukiyaki, shabu-shabu, sashimi, carpaccio lub steków. Mięso jest delikatne i aromatyczne. Zawiera więcej kwasów tłuszczowych omega, niż wołowina z innych ras krów. Charakteryzuje się także intensywną marmurkowatością (im więcej białych, delikatnych „porów”, przypominających marmur, tym mięso jest wyższej klasy), co wpływa na soczystość mięsa. Surowe wygląda jakby było lekko oszronione. Podczas gotowania lub smażenia tłuszcz roztapia się, dzięki czemu smak mięsa jest bardzo delikatny. Kilogram kosztuje około 500 dolarów.